# Hergershausen (Babenhausen)

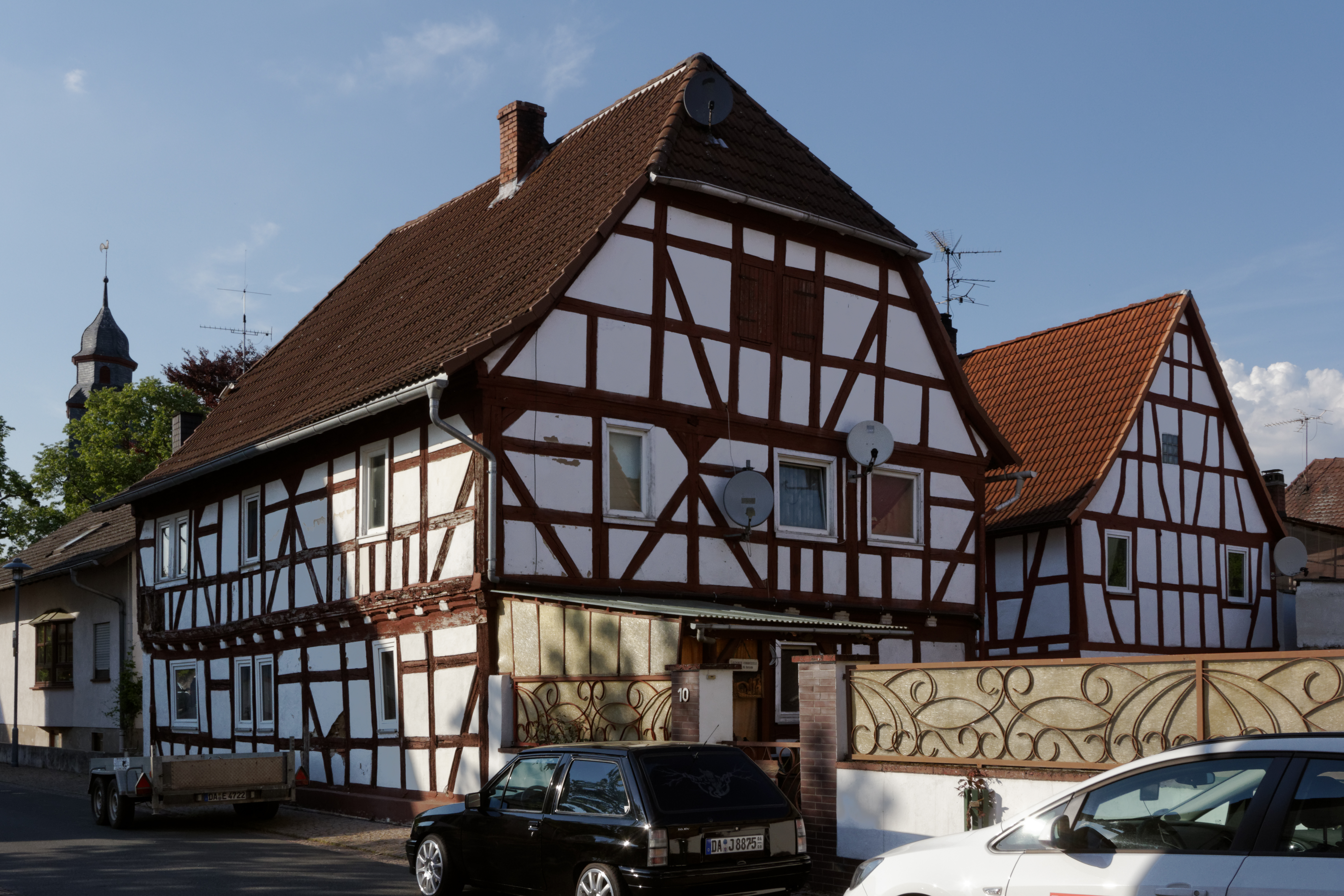
Fachwerkhaus in der Schmalen Straße

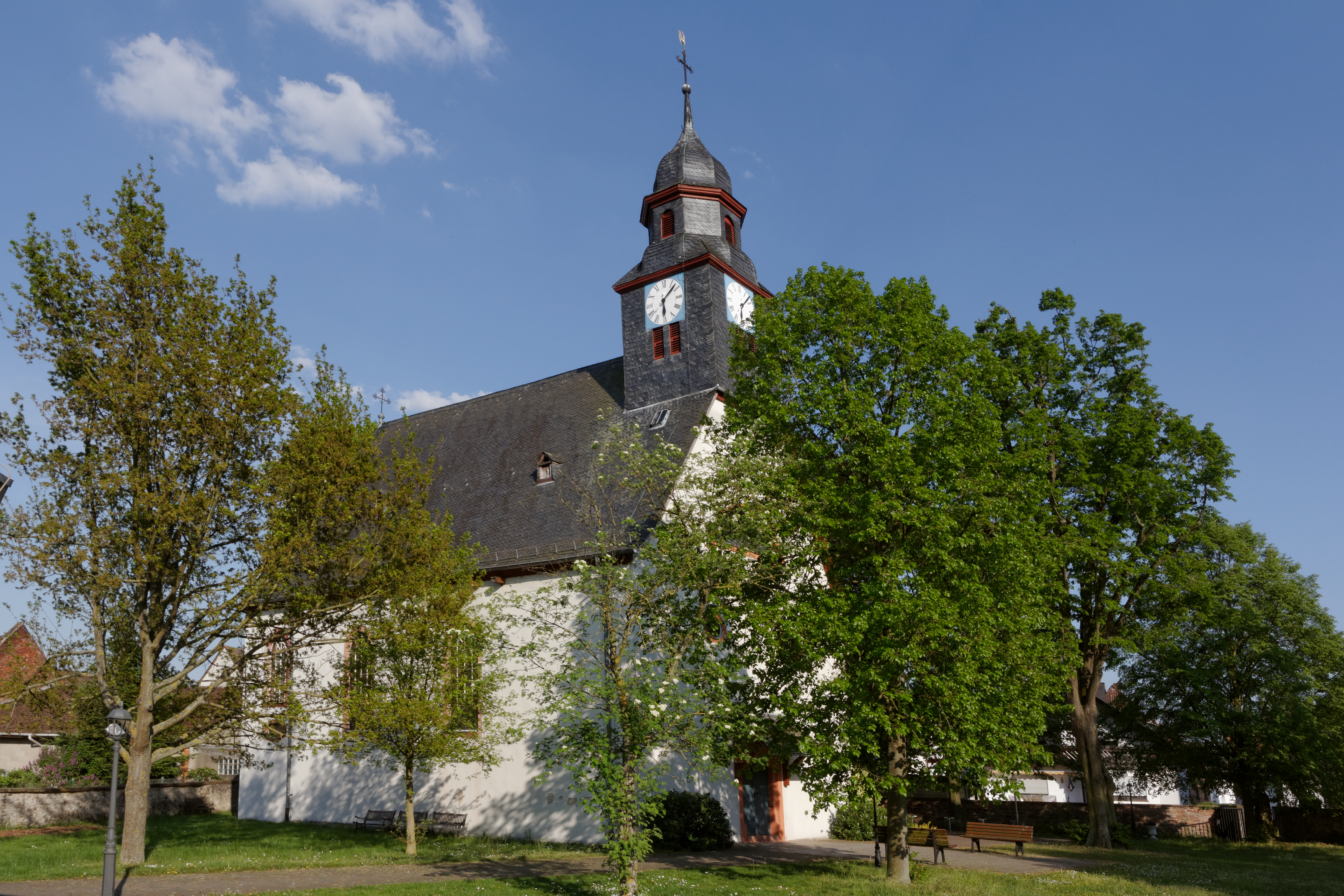
Die heutige evangelische Kirche

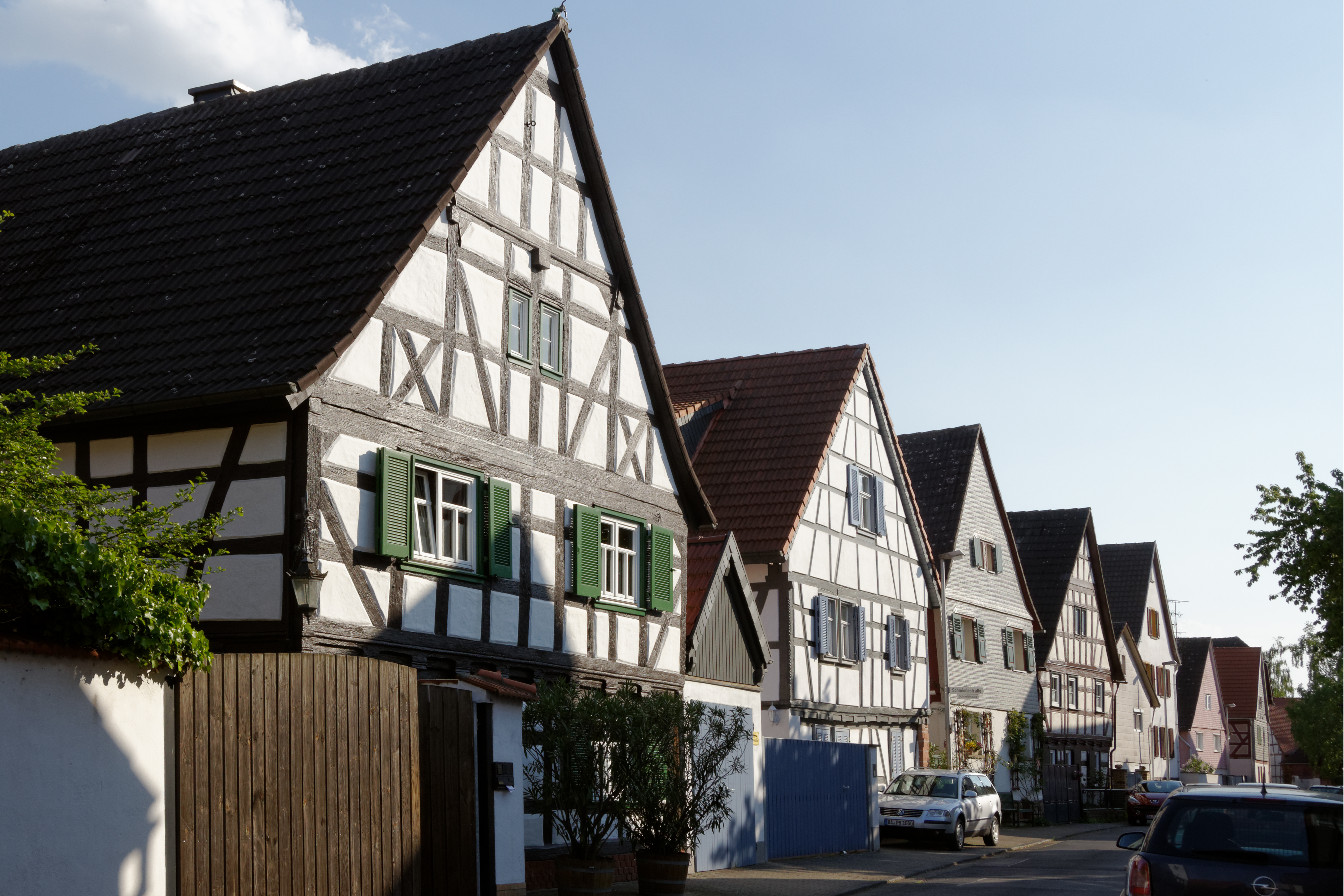
Fachwerkstraße Breite Straße im Ort

Hergershausen (im örtlichen Dialekt auch Hejeshause) ist nach der Kernstadt der größte der fünf übrigen Stadtteile in der Gemeinde Babenhausen im südhessischen Landkreis Darmstadt-Dieburg.

## Geographie Lage
Der Ort liegt im Landkreis Darmstadt-Dieburg in der ehemaligen Region Starkenburg an den ersten Ausläufern des nördlichen Odenwaldes, ca. 7 km nordöstlich von Dieburg, an der Gersprenz, auf einer Höhe von 130 m ü. NHN. Die Struktur des Haufendorfs mit meist giebelständigen Fachwerkhäusern des 17. und 18. Jahrhunderts ist gut erhalten. Der Stadtteil Hergershausen besteht aus der Gemarkung Hergershausen. Innerhalb der Gemarkung liegt der Siedlungsplatz Langfeldsmühle.

## Geschichte

### Ur- und Frühgeschichte

#### Bronzezeit
Abgesehen von Knochenfunden kann die erste Besiedelung Hergershausens in der Bronzezeit anhand von einem Grabhügel auf der Flur Haugsahl, westlich von Hergershausen, nachgewiesen werden. Die ersten Funde von Gegenständen stammen aus der Zeit der Urnenfelderkultur (1200–800 v. Chr.). Die Urnenfelderkultur zeichnet sich dadurch aus, dass die Toten nicht in Grabhügeln, sondern in Urnen durch verbrennen zu bestatten. So wurden folgende Keramikgegenstände in Brandgräbern gefunden:
- 5 Knickwandschalen
- einen Kegelhalsbecher
- einen Schulterbecher
- einen Zylinderhals
- eine 40,5 cm große Zylinderhalsurne

Aus der Latènezeit wurden in Hergershausen in der Nähe des Wasserwerkes ein Ring sowie zwei Langknochenfragmente gefunden. Einige dieser Gegenstände sind im Museum Schloss Fechenbach in Dieburg ausgestellt.

#### Römerzeit
In der Römerzeit verlief eine Römerstraße durch die Gemarkung von Hergershausen, die das römische Kastell in Dieburg mit Seligenstadt verband. So wurden an den Straßen Richtung Eppertshausen und Sickenhofen sowie nördlich von Hergershausen Funde in römischen Urnengräbern gemacht. Der bedeutendste Fund war jedoch der Hergershäuser Priapus. Eine 25 cm große Terrakottastatue auf einem Postament stehend, mit einer Tunika bekleidet und einen mit Früchten gefüllten Korb in den Händen.

### Mittelalter
Ersterwähnung
Hergershausen wurde soweit bekannt infolge eines Tausches von Zinseinkünften im Jahr 1260 erstmals erwähnt. Abt Rudolf aus dem Stift St. Alban vor Mainz tauschte die Zinseinkünfte von 2 Schillingen aus Heregerishusen und Großostheim mit den gleichwertigen, näher an Mainz gelegenen Einkünften des Juden Anselm mit dem Bart zu Mainz. Der Tausch wurde über das Stift St. Peter und Alexander in Aschaffenburg abgewickelt. Die Urkunde ist beglaubigt mit dem Siegel von Abt Rudolf. Erwähnungen dieses Tausches finden sich auch im Nekrolog des Stifts (1267/68) und im Kammerzinsregister (1283).
Name Hergershausens
Der Name Hergershausen leitet sich vermutlich von einem Haus oder einer sonstigen Siedlungsstelle eines Mannes namens Herigar ab. Dem Namen nach handelt es sich also vermutlich um eine karolingische Gründung (687–814 n. Chr.). In der Folgezeit wurde der Ort in historischen Dokumenten mit wechselnden Ortsnamen genannt (in Klammern das Jahr der Erwähnung): Heregerishusin (1260); Hergerishusin (1283); Hergershusin (1340);
Hergirshusen (1355); Hergetshausen (1369); Hergershusen (1371); Hergirshusen (1388); Hirginshusen (1405); Herngeßhusen (1435); Hirgerßhußen (1467); Hergerßhausen (1545).
Mittelalterliche Geschichte
Das Dorf gelangte vermutlich durch die Heirat von Adelheid von Münzenberg, Tochter Ulrichs I. von Münzenberg, mit Reinhard I. von Hanau, die vor 1245 stattfand (das genaue Jahr ist nicht überliefert), in Hanauer Besitz. Es gehörte zum Amt Babenhausen der Herrschaft und späteren Grafschaft Hanau, dann ab 1456 zur Grafschaft Hanau-Lichtenberg. Außerdem gehörte es der Babenhäuser Mark an.
Eine der ältesten erhaltenen Erwähnungen des Dorfes stammt aus dem Jahr 1340, als Culmann und Hille Hartrad von Oswald, Johann und Hermann Groschlag eine Pfenniggülte von einem Pfund Heller zu Hergershausen erhalten. Jene Erwähnung galt vor Entdecken der neuen Ersterwähnung 1260 als Ersterwähnung Hergershausens. Schon damals war der Ort vermutlich also schon von Hanau an die von Groschlag zu Dieburg als Lehen vergeben.
1368 tauschten die Groschlage mit den Hanauer Grafen Rechte aus. So erhielten sie das Dorfgericht, das Herbergsrecht, die Atzgerechtigkeit und das Recht den Bannwein auszuschenken.
1426 liegt die erste Urkunde vor, in der Graf Reinhart II. von Hanau den Brüdern Heinrich und Henne von Groschlag Hergershausen als Mannlehen übergibt, mit all seinem Zubehör (Gericht, Äcker, Wiesen, Weiden und Untertanen).
1438 verpfändeten die von Groschlag das Lehen Hergershausen mit all seinem Zubehör und andere umliegende Orte an die Grafen Johann III. und Philipp I. von Katzenelnbogen. Erben der Grafen von Katzenelnbogen war die Landgrafschaft Hessen(-Darmstadt).
Die folgenden Jahre sind stets von Rechtsstreitigkeiten zwischen den Grafen zu Hanau-Lichtenberg und den Groschlags bestimmt, die jede Möglichkeit versuchten zu nutzten, um mehr Rechte für ihr Lehen zu erhalten. So versuchte 1504 Oswald Groschlag sich von der Herrschaft der Grafen von Hanau-Lichtenberg zu lösen und sich unter die kurmainzerische Herrschaft zu begeben. Er wollte die Gelegenheit nutzen, die sich durch den Tod Philipps des II. und die vom Kaiser ausgesprochene Reichsacht seines Sohnes Philipps des III. ergab. Das Vorhaben blieb nach der Aussöhnung Philipps des III. mit dem Kaiser Maximilian I. erfolglos.

### Frühe Neuzeit

#### 16. Jahrhundert
Von 1510 bis 1552 erkauften die Bewohner von Hergershausen das Burgrecht in Frankfurt, was bedeutete, dass bei Gefahr, die Bewohner Hergershausens und Sickenhofens Schutz hinter der Stadtmauer Frankfurts suchen konnten. Warum genau das so weit entfernte Frankfurt ausgewählt wurde, ist unklar. Das Burgrecht wurde den Bewohnern Hergershausens und Sickenhofens nach 52 Jahren wieder entzogen, da sie ihren Verpflichtungen, unter anderem bei der Instandhaltung der Festung, nicht mehr nachkamen.
1544 trat Graf Philipp IV von Hanau-Lichtenberg offiziell zum lutherischen Glauben über und beauftragte noch im gleichen Jahr Erasmus Alberus, die Untergrafschaft Babenhausen und damit auch Hergershausen zu bekehren. Einige Hergershäuser gingen daraufhin in die protestantische Sickenhöfer Kirche, da in Hergershausen nur eine Filialkirche aus dem katholischen Dieburg bestand. Man kann daher etwa bis 1600 von einem Parallelbetrieb der Konfessionen sprechen.
1546 verzichtete Landgraf Philipp I. von Hessen für 2500 Gulden auf die Pfandrechte in Hergershausen und Sickenhofen, so dass die von Groschlag wieder voller Inhaber ihres Lehens waren.

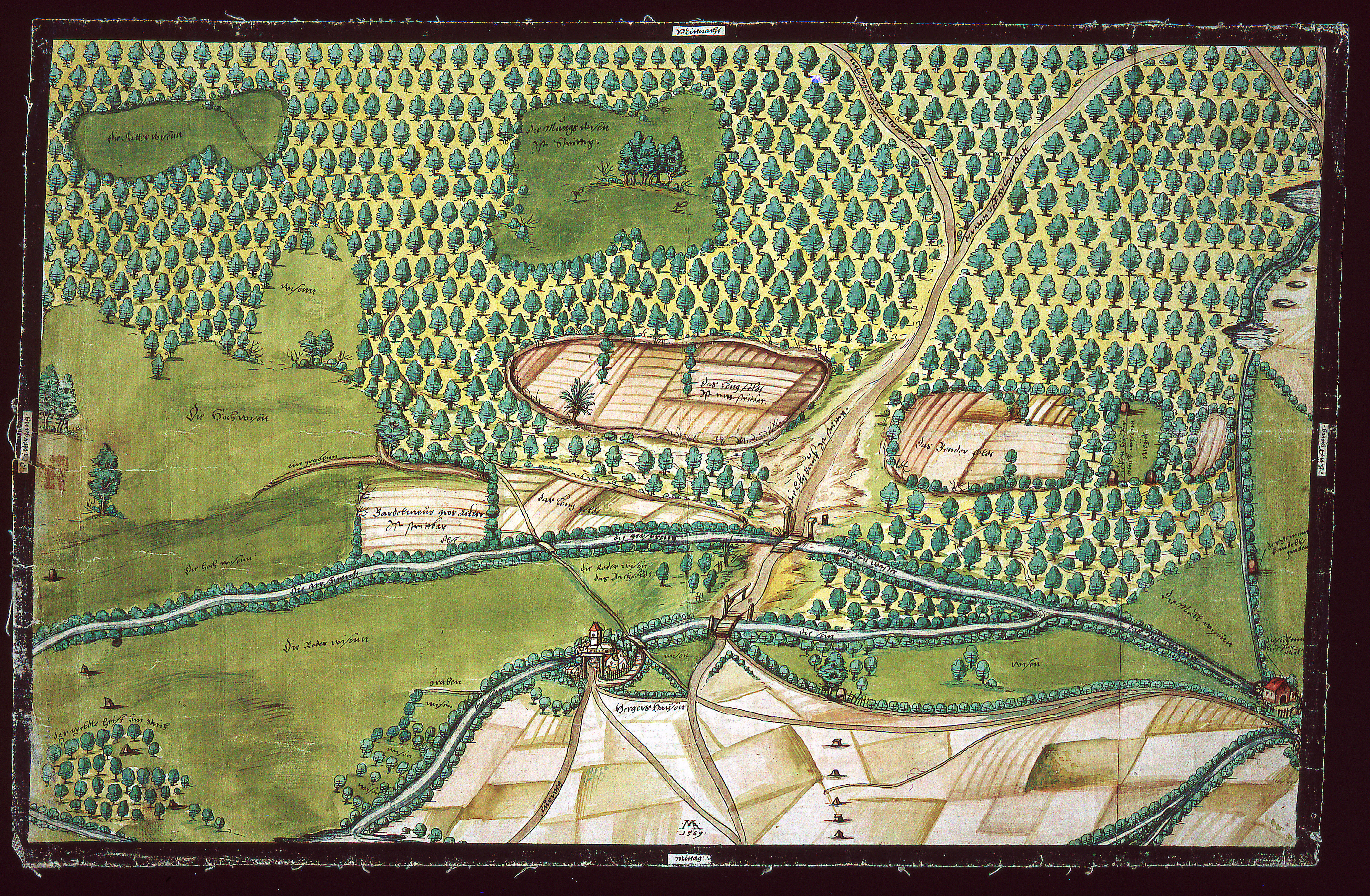
Historische Karte von Hergershausen und Umgebung, die 1569 erstellt wurde

Im Jahr 1547 wurde von dem katholischen Philipp von Groschlag ein Versuch gestartet sich und sein Lehen, darunter auch Hergershausen und Sickenhofen, mithilfe eines Freiheitsbriefes mit dem Siegel des Kaisers Karl des V. von dem protestantischen Grafen und Lehensherren Philipp IV. von Hanau-Lichtenberg zu lösen. 1551 setzte sich Kaiser Karl V. zur Klärung der Angelegenheit vor dem Reichskammergericht ein. Die Angelegenheit wurde 1554 mit einem Vergleich zwischen Philipp IV. von Hanau-Lichtenberg und Philipp von Groschlag beigelegt, der 1564 verstarb.

Karte der Mark Babenhausen und der Umgebung

#### 17. Jahrhundert
Im Dreißigjährigen Krieg nutzten die von Groschlag die Wirren des Krieges aus um mehr Rechte zu erlangen. 1631 forderte Johann Philipp von Groschlag Frondienste von den Hergershäusern und Sickenhöfer Bürger, die jedoch gemeinsam diese verweigerten. Der Hergershäuser Michael Kratz wurde als Rädelsführer angesehen und kam für 10 Tage in Beugehaft an den Groschlagschen Hof in Dieburg. Der hanau-lichtenbergische Amtsmann stellte jedoch klar, dass diese Aktion ohne Einwilligung des Grafens geschehen war und deshalb nicht rechtens ist.
Von August bis Oktober 1631 zeigen Akten, dass die Orte Hergershausen und Sickenhofen 10 kaiserliche Reiter und die kaiserlichen Truppen von Oberstleutnant von Meuen und Oberst Ennet versorgen.
1632 vertrieben die Truppen des Grafen von Isenburg, der mit den Schweden verbündet war, die kaiserlichen Truppen aus der Mark Babenhausen.
1635 begann die Härteste Zeit für die Bürger Hergershausens. Mitte Februar quartierte sich eine Kompanie Schweden mit 60 Reitern in Babenhausen ein. Am 25. Februar 1635 wurde die Stadt von Graf Philipp von Mansfeld belagert. Die Belagerung blieb erfolglos. Ein letzter Sturmangriff erfolgte am 28. März 1635, dieser wurde jedoch von den Schweden zurückgeschlagen. Graf Philipp von Mansfeld zog daraufhin mit Verlusten von 350 Mann wieder ab, jedoch ließ er zuvor noch die Konfurter Mühle anzünden, was eine Hungersnot für die Stadt zur Folge hatte. Die Belagerung Babenhausens hat insofern eine Bedeutung für Hergershausen, da viele Bürger aus den umliegenden Dörfern in Babenhausen hinter den Stadtmauern Schutz suchten. Aus September 1635 liegt eine Liste des Amtes Babenhausen vor, in der 18 überlebende Hergershäuser namentlich genannt werden.
Ab 1636 stand das gesamte Amt Babenhausen und damit auch Hergershausen unter kurmainzerischer Besetzung. Der Kurfürst und zugleich Erzbischof von Mainz versuchte das Amt Babenhausen permanent in seinen Herrschaftsbereich aufzunehmen und dadurch eine Landverbindung zwischen dem kurmainzerischen Dieburg und der kurmainzerischen Zweitresidenz Aschaffenburg herzustellen. Nach langen Verhandlungen verließen jedoch die Mainzer 1647 das Amt Babenhausen wieder und Babenhausen gehörte wieder zur Grafschaft Hanau-Lichtenberg.
1647 durchzog ein französisches Regiment Hergershausen und entwendete die letzte über dem Chor hängende Glocke der Hergershäuser Kirche.
Nach Ende des Dreißigjährigen Krieges 1648 waren große Teile der Mark Babenhausen verwüstet und mussten wieder aufgebaut werden. Es fehlte an Bargeld, Nahrung und Vieh. Die Region erholte sich nur langsam. Erst nach der ersten Hälfte des 18. Jahrhunderts dürfte sich das Vermögen und die Bevölkerungszahl jener vor dem Krieg wieder angeglichen haben. Durch Graf Friedrich Casimir von Hanau-Lichtenberg verlor Babenhausen den Status als eine Residenzstadt des Grafen, was die langsamere Entwicklung der Region noch beförderte.
1688 wurde in einem Vertrag zwischen Philipp Reinhard von Hanau-Münzenberg und Johann Philipp Ernst Freiherr von Groschlag klargestellt, dass sich das groschlagsche Recht nur auf der Südseite der Gersprenz erstreckt.
1698 wurde mit Bezug auf den Vertrag von 1688 die Gersprenz als Nordgrenze zwischen dem Amt Babenhausen und dem groschlagschen Lehen von Hergershausen und Sickenhofen festgelegt.

### Neuzeit

#### 18. Jahrhundert
Im Jahr 1706 zogen russische Truppen durch Hergershausen, die von Schweden aus Sachsen vertrieben wurden.
Im Jahr 1709 schloss Johann Philipp Ernst Freiherr von Groschlag mit den Einwohnern von Hergershausen und Sickenhofen einen Vertrag über die jährlich zu zahlenden Steuern und die zu verrichtenden Frondienste. Durch diesen Vertrag wurde klar, dass sich die Groschlage längst nicht mehr ausschließlich als Lehensnehmer, sondern schon fast als Eigentümer der Dörfer sahen, da sie durch das Recht Steuern zu erheben sich ein fundamentales Landesrecht, welches eigentlich den Grafen von Hanau-Münzenberg zustehen würde, beanspruchten. So nannte sich Philipp Karl Anton Freiherr von Groschlag 1772 selbstbewusst Herr zu Hergershausen.
1711/12 wurde der Neubau der noch heute genutzten evangelischen Kirche geweiht.
Nach dem Tod des letzten Hanauer Grafen, Johann Reinhard III. 1736, erbte Landgraf Friedrich I. von Hessen-Kassel aufgrund eines Erbvertrages aus dem Jahr 1643 die Grafschaft Hanau-Münzenberg. Aufgrund der Intestaterbfolge fiel die Grafschaft Hanau-Lichtenberg an den Sohn der einzigen Tochter von Johann Reinhard III., Landgraf Ludwig IX. von Hessen-Darmstadt. Umstritten zwischen den beiden Erben war die Zugehörigkeit des Amtes Babenhausen und seiner Dörfer zu Hanau-Münzenberg oder zu Hanau-Lichtenberg, was zu jahrzehntelangen Erbstreitigkeiten zwischen dem Landgrafen von Hessen-Darmstadt und dem Landgrafen von Hessen-Kassel führte.
Während des österreichischen Erbfolgekriegs von 1740 bis 1748 wurde das Gebiet und auch Hergershausen immer wieder von österreichischen und französischen Truppen durchzogen. Diese mussten mit Nahrung versorgt werden, manchmal wurden auch Hand- und Spanndienste fällig.
Während des Siebenjährigen Krieges von 1756 bis 1763 mussten ebenfalls von den Bewohnern der Dörfer französische Truppen versorgt werden.
1771 einigten sich die Landgrafen von Hessen-Kassel und Hessen-Darmstadt im sogenannten Partifikationsrezess, dem Celler Vergleich. In diesem Vergleich wurde festgelegt, dass die zwei Dörfer unter der gemeinsamen Verwaltung standen und so jedes Jahr abwechselnd Abgaben an den Landesherren bezahlen sollen. Die Groschlage behielten das Lehen bis zum Aperturfall, dem Aussterben der männlichen Linie der Groschlags.
1799 starb Friedrich Carl Willibald, der letzte männliche Groschlag. Das Erbe, darunter auch der Landbesitz in Hergershausen und Sickenhofen ging an seine Schwester Philippine Gabriele Sophie von Groschlag. Die hessischen Landgrafen von Hessen-Kassel und Hessen-Darmstadt gaben jedoch nicht das Lehen über Hergershausen und Sickenhofen an Philippine Gabriele Sophie von Groschlag und ihre Erben, da sie verstimmt darüber waren, dass die Groschlage Hergershausen und Sickenhofen faktisch als ihr Eigentum ansahen.

#### 19. Jahrhundert
Am 8. März 1800 zogen Hessen-Kasseler Soldaten in Sickenhofen und Hessen-Darmstädter Soldaten in Hergershausen ein, um ihre Hoheitsrechte geltend zu machen.
Am 31. Dezember 1802 einigte man sich über die Summe der Entschädigung für den dauerhaften Verzicht auf das Lehen von Hergershausen und Sickenhofen.
Am 26. August 1803 erfolgte die zeremonielle Übergabe Hergershausens an Hessen-Kassel. Da die vollständigen lehensherrlichen Rechte über Hergershausen Hessen-Kassel zugesprochen wurden.
1805 war in Hergershausen als Folge des 2. Koalitionskrieges ein Schwadron französischer Jäger mit 66 Mann und 68 Pferden einquartiert. Später folgte noch ein Regiment Husaren.
1806 wurde das Amt Babenhausen und damit auch Hergershausen von den Franzosen besetzt, da sich Kurfürst Wilhelm I. von Hessen-Kassel weigerte dem Rheinbund beizutreten.
1810 schloss das neu entstandene Großherzogtum Hessen (Darmstadt) unter Großherzog Ludwig I. einen Staatsvertrag mit Frankreich, in dem das Amt Babenhausen und damit auch Hergershausen ins Großherzogtum eingegliedert wurden. Dies wurde nach der endgültigen Niederlage Napoleons noch bestätigt.

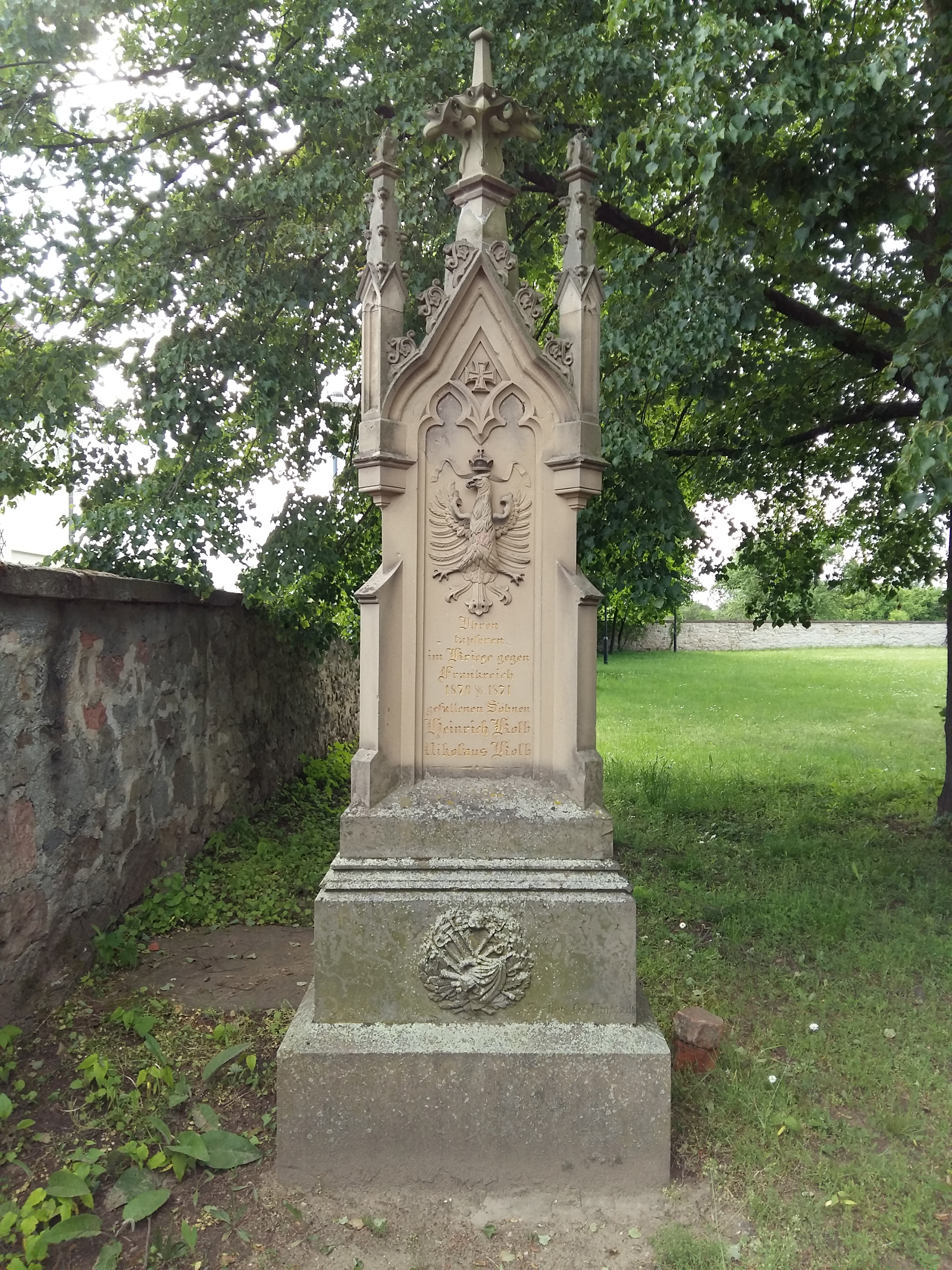
Denkmal für die Gefallenen und Teilnehmenden des Deutsch-Französischen Krieges im Hof der evangelischen Kirche

1812 beim Russlandfeldzug Napoleons zogen auch Hergershäuser in der großherzoglich hessischen Armee als Verbündete Frankreichs mit in den Krieg. Im Oktober kam so z. B. der Hergershäuser Johann Conrad Ackermann in Wjasma beim Marsch auf Moskau ums Leben.
1813 trat das Großherzogtum Hessen aus dem Rheinbund aus. Es war zu dieser Zeit ein Durchzugsgebiet von verschiedenen Truppen. So waren z. B. im Oktober 1813 in Hergershausen und Sickenhofen russische Soldaten einquartiert.
1866 kämpften Hergershäuser im Deutschen Krieg auf österreichischer Seite. Gleichzeitig waren hessische Truppen in Hergershausen einquartiert. Nach dem von Preußen gewonnenen Gefecht von Laufach/Fronhofen wurde der Kreis Dieburg und somit auch Hergershausen von preußischen Truppen besetzt.
1870/71 kämpften viele Hergershäuser im Deutsch-Französischen Krieg mit. Für die Teilnehmer und Gefallenen des Krieges existiert heute noch ein Denkmal im Hof der evangelischen Kirche Hergershausen.
Seit 1872 wurde auch bis zum Ende des Kaiserreiches am 2. September der Sedantag gefeiert. Begonnen wurde der Tag mit Trommelspiel. Am Abend wurde das Sedanfeuer auf dem Sandberg entzündet und der Tag mit Bier und Brezeln ausklingen gelassen.

#### 20. Jahrhundert

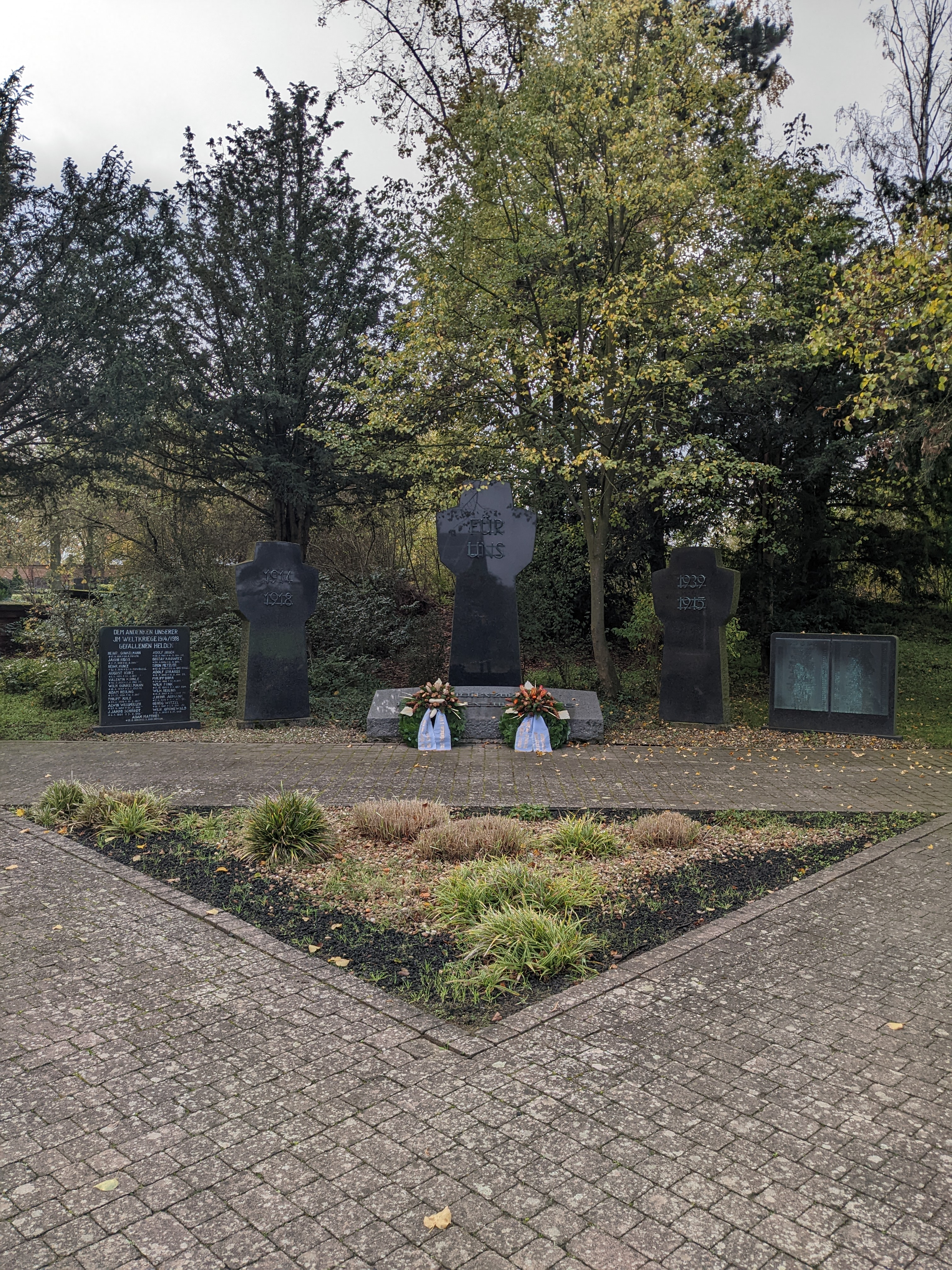
Denkmal für die gefallenen Soldaten beider Weltkriege in Hergershausen

1914 begann der Erste Weltkrieg. Es nahmen vermutlich ca. 100 Hergershäuser an den Kampfhandlungen Teil. 1918 bei Kriegsende hatte Hergershausen 21 Gefallene zu beklagen, darunter auch ein Mitglied der jüdischen Gemeinde. Ein Denkmal für die Gefallenen befindet sich noch heute hinter dem Friedhof in der Straße Am Flurgraben. In Folge des Krieges wurde auch der letzte Großherzog von Hessen Ernst Ludwig entmachtet.

#### Verwaltungszugehörigkeit
Bis 1821 nahm das Amt Babenhausen Verwaltung und Rechtsprechung in Hergershausen wahr. Mit der Verwaltungsreform im Großherzogtum Hessen (-Darmstadt) in diesem Jahr wurden auch hier auf unterer Ebene Rechtsprechung und Verwaltung getrennt.
 Für die Verwaltung wurden Landratsbezirke geschaffen, die erstinstanzliche Rechtsprechung Landgerichten übertragen. Der Landratsbezirk Seligenstadt erhielt die Zuständigkeit für die Verwaltung unter anderem für das gleichzeitig aufgelöste Amt Babenhausen. So gehörte Hergershausen 1821 bis 1832 zum Landratsbezirk Seligenstadt, 1832 bis 1848 zum Kreis Offenbach, 1848 bis 1852 zum Regierungsbezirk Dieburg und 1852 bis 1938 zum Kreis Dieburg, der 1939 in Landkreis Dieburg umbezeichnet wurde.
Am 1. Juli 1972 wurde die bis dahin selbständige Gemeinde Hergershausen im Zuge der Gebietsreform in Hessen auf freiwilliger Basis nach Babenhausen eingegliedert. Für Hergershausen wurde – wie für die Kernstadt Babenhausen und die übrigen Stadtteile – ein Ortsbezirk eingerichtet.
Ab 1. Januar 1977 gehörte die Stadt Babenhausen zum Landkreis Darmstadt-Dieburg, der aus dem Zusammenschluss des größten Teiles des Landkreises Dieburg mit dem Landkreis Darmstadt im Rahmen der Gebietsreform hervorging.

#### Gerichtliche Zugehörigkeit
Das Landgericht Steinheim übernahm im gleichen Bereich wie der Landratsbezirk Seligenstadt die zuvor durch das Amt wahrgenommenen Aufgaben der Rechtsprechung. Der Sitz des Gerichts wurde zum 1. Juli 1835 nach Seligenstadt verlegt und die Bezeichnung in „Landgericht Seligenstadt“ geändert. Mit dem Gerichtsverfassungsgesetz von 1877 wurden Organisation und Bezeichnungen der Gerichte reichsweit vereinheitlicht. Zum 1. Oktober 1879 hob das Großherzogtum Hessen deshalb die Landgerichte auf. Funktional ersetzt wurden sie durch Amtsgerichte. So ersetzte das Amtsgericht Seligenstadt das Landgericht Seligenstadt.

#### Historische Beschreibung
Die Statistisch-topographisch-historische Beschreibung des Großherzogthums Hessen berichtet 1829 über Hergershausen:

„Hergershausen (L. Bez. Seligenstadt) luth. Filialdorf; liegt 2 3⁄4 St. von Seligenstadt und 4 1⁄2 St. von Steinheim, und hat 114 Häuser und 645 Einw., worunter sich 510 Luth. 13 Kath. und 122 Juden befinden. – Der Name ist wahrscheinlich aus Hergo entstanden. – Der Ort gehörte den Herrn von Münzenberg, und kam wahrscheinlich zwischen 1258–1278 an Hanau, und wurde rücksichtlich der Territorialcentbarkeit ein Zugehör der Burg Babenhausen. Die von Groschlage und die Grafen von Hanau hatten hier ein Landsiedelgericht in getheilter Gemeinschaft, so wie Erstere bis 1802 den Ort mit Vogteilichkeit als ein hanausches Lehen besaßen. Zu dieser Zeit wurde Hergershausen mit Sickenhofen zwischen beiden Hess. Häusern gemeinschaftlich, bis Frankreich 1807 den Hessen–Casselschen Antheil wegnahm, und ihn zu dem 1810 neuerrichteten Großherzogthum Frankfurt schlug. Von hier wurde dieser Theil noch im demselben Jahre an Hessen–Darmstadt abgetreten. Der Ort war erst ein Filial von Dieburg später von Münster, und wurde nach der Reformation nach Sickenhofen eingepfarrt.“

### Verwaltungsgeschichte im Überblick
Die folgende Liste zeigt die Staaten und Verwaltungseinheiten, denen Hergershausen angehört(e):
- 1355: findet die Zugehörigkeit zur Mark Babenhausen Erwähnung.
- vor 1546: Heiliges Römisches Reich, Landgrafschaft Hessen
- ab 1546: Heiliges Römisches Reich, Freiherr von Groschlag von und zu Dieburg
- ab 1802: Heiliges Römisches Reich, durch Kauf: (1⁄2: Landgrafschaft Hessen-Kassel, Grafschaft Hanau-Münzenberg, Amt Babenhausen; 1⁄2: Landgrafschaft Hessen-Darmstadt, Grafschaft Hanau-Lichtenberg)
- ab 1803: Heiliges Römisches Reich, Landgrafschaft Hessen-Kassel, Fürstentum Hanau, Amt Babenhausen[Anm. 2]
- ab 1806: Kaiserreich Frankreich,[Anm. 3] Fürstentum Hanau, Amt Babenhausen (Militärverwaltung; 1810 an das Großherzogtum Frankfurt)
- ab 1810: Großherzogtum Hessen,[Anm. 4] Fürstentum Starkenburg, Amt Babenhausen
- ab 1815: Großherzogtum Hessen[Anm. 5], Provinz Starkenburg, Amt Babenhausen
- ab 1821: Großherzogtum Hessen, Provinz Starkenburg, Landratsbezirk Seligenstadt[23][Anm. 6]
- ab 1832: Großherzogtum Hessen, Provinz Starkenburg, Kreis Offenbach
- ab 1848: Großherzogtum Hessen, Regierungsbezirk Dieburg
- ab 1852: Großherzogtum Hessen, Provinz Starkenburg, Kreis Dieburg
- ab 1871: Deutsches Reich, Großherzogtum Hessen, Provinz Starkenburg, Kreis Dieburg
- ab 1918: Deutsches Reich (Weimarer Republik), Volksstaat Hessen, Provinz Starkenburg, Kreis Dieburg
- ab 1938: Deutsches Reich, Volksstaat Hessen, Landkreis Dieburg[Anm. 7]
- ab 1945: Deutsches Reich, Amerikanische Besatzungszone,[Anm. 8] Groß-Hessen, Regierungsbezirk Darmstadt, Landkreis Dieburg
- ab 1946: Deutsches Reich, Amerikanische Besatzungszone, Hessen, Regierungsbezirk Darmstadt, Landkreis Dieburg
- ab 1949: Bundesrepublik Deutschland, Hessen, Regierungsbezirk Darmstadt, Landkreis Dieburg
- ab 1972: Bundesrepublik Deutschland, Hessen, Regierungsbezirk Darmstadt, Landkreis Dieburg, Stadt Babenhausen[Anm. 9]
- ab 1977: Bundesrepublik Deutschland, Land Hessen, Regierungsbezirk Darmstadt, Landkreis Darmstadt-Dieburg, Stadt Babenhausen

## Bevölkerung

### Einwohnerstruktur 2011
Nach den Erhebungen des Zensus 2011 lebten am Stichtag dem 9. Mai 2011 in Hergershausen 1968 Einwohner. Darunter waren 111 (5,6 %) Ausländer. Nach dem Lebensalter waren 381 Einwohner unter 18 Jahren, 834 waren zwischen 18 und 49, 420 zwischen 50 und 64 und 333 Einwohner waren älter. Die Einwohner lebten in 822 Haushalten. Davon waren 231 Singlehaushalte, 249 Paare ohne Kinder und 273 Paare mit Kindern, sowie 60 Alleinerziehende und 9 Wohngemeinschaften. In 141 Haushalten lebten ausschließlich Senioren und in 582 Haushaltungen leben keine Senioren.

### Einwohnerentwicklung
| • 1829: | 645 Einwohner, 114 Häuser |
| • 1867: | 617 Einwohner, 122 Häuser |

| Hergershausen: Einwohnerzahlen von 1829 bis 2019 | Hergershausen: Einwohnerzahlen von 1829 bis 2019 | Hergershausen: Einwohnerzahlen von 1829 bis 2019 | Hergershausen: Einwohnerzahlen von 1829 bis 2019 | Hergershausen: Einwohnerzahlen von 1829 bis 2019 |
| --- | ------------------------------------------------ | ------------------------------------------------ | ------------------------------------------------ | ------------------------------------------------ |
| Jahr |                                                  |                                                  |                                                  | Einwohner                                        |
| 1829 | 1829                                             |                                                  | 645                                              | 645                                              |
| 1834 | 1834                                             |                                                  | 630                                              | 630                                              |
| 1840 | 1840                                             |                                                  | 653                                              | 653                                              |
| 1846 | 1846                                             |                                                  | 691                                              | 691                                              |
| 1852 | 1852                                             |                                                  | 698                                              | 698                                              |
| 1858 | 1858                                             |                                                  | 650                                              | 650                                              |
| 1864 | 1864                                             |                                                  | 648                                              | 648                                              |
| 1871 | 1871                                             |                                                  | 622                                              | 622                                              |
| 1875 | 1875                                             |                                                  | 629                                              | 629                                              |
| 1885 | 1885                                             |                                                  | 650                                              | 650                                              |
| 1895 | 1895                                             |                                                  | 626                                              | 626                                              |
| 1905 | 1905                                             |                                                  | 678                                              | 678                                              |
| 1910 | 1910                                             |                                                  | 725                                              | 725                                              |
| 1925 | 1925                                             |                                                  | 735                                              | 735                                              |
| 1939 | 1939                                             |                                                  | 712                                              | 712                                              |
| 1946 | 1946                                             |                                                  | 1.029                                            | 1.029                                            |
| 1950 | 1950                                             |                                                  | 1.127                                            | 1.127                                            |
| 1956 | 1956                                             |                                                  | 1.074                                            | 1.074                                            |
| 1961 | 1961                                             |                                                  | 1.119                                            | 1.119                                            |
| 1967 | 1967                                             |                                                  | 1.413                                            | 1.413                                            |
| 1970 | 1970                                             |                                                  | 1.566                                            | 1.566                                            |
| 1980 | 1980                                             |                                                  | ?                                                | ?                                                |
| 1990 | 1990                                             |                                                  | ?                                                | ?                                                |
| 2000 | 2000                                             |                                                  | ?                                                | ?                                                |
| 2011 | 2011                                             |                                                  | 1.968                                            | 1.968                                            |
| 2014 | 2014                                             |                                                  | 2.065                                            | 2.065                                            |
| 2019 | 2019                                             |                                                  | 2.259                                            | 2.259                                            |
| Datenquelle: Historisches Gemeindeverzeichnis für Hessen: Die Bevölkerung der Gemeinden 1834 bis 1967. Wiesbaden: Hessisches Statistisches Landesamt, 1968. Weitere Quellen: LAGIS; Stadt Babenhausen; Zensus 2011 |                                                  |                                                  |                                                  |                                                  |

## Religion
In Hergershausen bestand eine Filialkirche der Kirche von Dieburg, später der Marienkirche zu Münster. Das Kirchenpatronat und damit auch das Zehntrecht lag bis 1360 beim Erzstift zu Mainz, danach beim Mainzer Domkapitel. Kirchliche Mittelbehörde war das Archidiakonat St. Peter und Alexander in Aschaffenburg, Landkapitel Montat. Mit der Reformation wurde das Dorf evangelisch-lutherisch. Ab 1711 wurde die evangelische Kirche Hergershausens im Barockstil erbaut und 1712 eingeweiht. Die Kirche gehört heute zur Gesamtkirchengemeinde Hergershausen-Sickenhofen im Dekanat Vorderer Odenwald in der Propstei Starkenburg der Evangelischen Kirche in Hessen und Nassau.

### Jüdische Gemeinde in Hergershausen

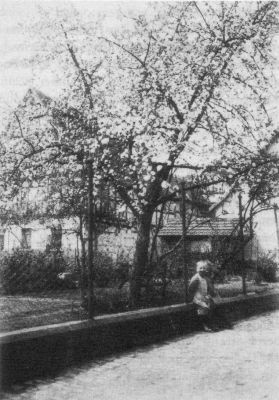
Im Hintergrund die Hergershäuser Synagoge (ca. 1925)

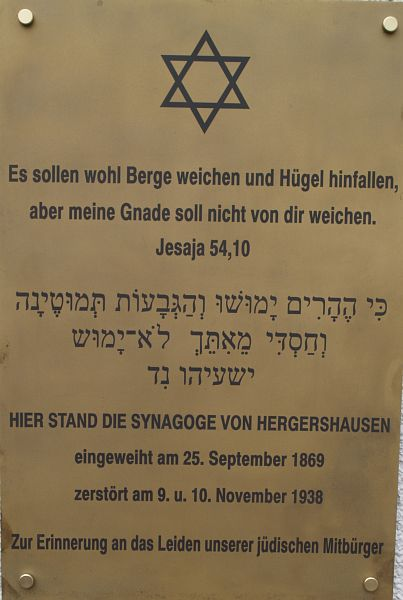
Gedenktafel an der Stelle der früheren Hergershäuser Synagoge

Die jüdische Gemeinde von Hergershausen prägte das Dorfleben in Hergershausen über 300 Jahre lang. Die ersten jüdischen Familien siedelten sich wohl gegen Ende des 16. und zu Beginn des 17. Jahrhunderts in Hergershausen an. Seit 1604 sind Juden in Hergershausen nachweisbar. Die jüdischen Bürger Hergershausens waren vor allem als Pferde- und Viehhändler, Metzger oder in der Geflügelzucht tätig. Im Jahre 1869 wurde durch die jüdische Gemeinde in Hergershausen eine Synagoge, ein einstöckiger Fachwerkbau mit einem Krüppelwalmdach, errichtet. Bis zum Jahre 1938 fanden darin regelmäßig Gottesdienste statt. Die Synagoge wurde in bei den Novemberpogromen 1938 zerstört und später von der Hergershäuser Feuerwehr abgetragen. Spätestens in den 1920er und 1930er Jahren emigrierten viele Hergershäuser Juden in Großstädte wie Frankfurt am Main oder in die USA. 1933 lebten noch 31 Juden in Hergershausen, 1938 nur noch sieben. Im März 1939 verließ der letzte Hergershäuser Jude, der Pferdehändler Daniel Siegel II., mit seiner Familie Hergershausen. 21 gebürtige Hergershäuser Juden fielen nach Aufzeichnungen der Gedenkstätte Yad Vashem in Jerusalem zufolge der Shoa zum Opfer. 18 von ihnen wurden ermordet, das Schicksal der anderen drei ist nicht bekannt.
Zwischen 1947 und 1949 wurde das Grundstück von einer jüdischen Vereinigung in Frankfurt an einen Privatmann verkauft und später teilweise bebaut. Im Rahmen der Dorferneuerung zum Anlass des 50. Jahrestags des Novemberpogroms beauftragte der „Arbeitskreis Dorferneuerung Hergershausen“ eine Gedenktafel. Diese wurde am 29. Oktober 2006 von dem Rabbiner Mendel Gurewitz und dem Hergershäuser Ortsvorsteher Horst Grimm an dem Haus enthüllt, welches teilweise auf dem Grundstück der ehemaligen Synagoge errichtet wurde. Die Tafel enthält einen Text in deutscher und hebräischer Sprache.

### Zusammenleben von Christen und Juden in Hergershausen
Juden waren um die Jahrhundertwende gut ins Dorfleben integriert und es soll zwischen Christen und Juden, mit wenigen Ausnahmen, ein gutes Verhältnis bestanden haben. Vor allem vor dem Ersten Weltkrieg beteiligten sie sich aktiv an Vereinen und in der Gemeindepolitik. Einer von ihnen soll im Gemeinderat gesessen haben. Politisch waren die Hergershäuser Juden wohl eher konservativ oder liberal eingestellt.

### Historische Religionszugehörigkeit
| • 1829: | 510 lutheranische (= 79,07 %), 122 jüdische (= 18,91 %) und 13 katholische (= 2,02 %) Einwohner |
| • 1961: | 827 evangelische (= 73,91 %), 279 katholische (= 24,93 %) Einwohner                             |

## Politik

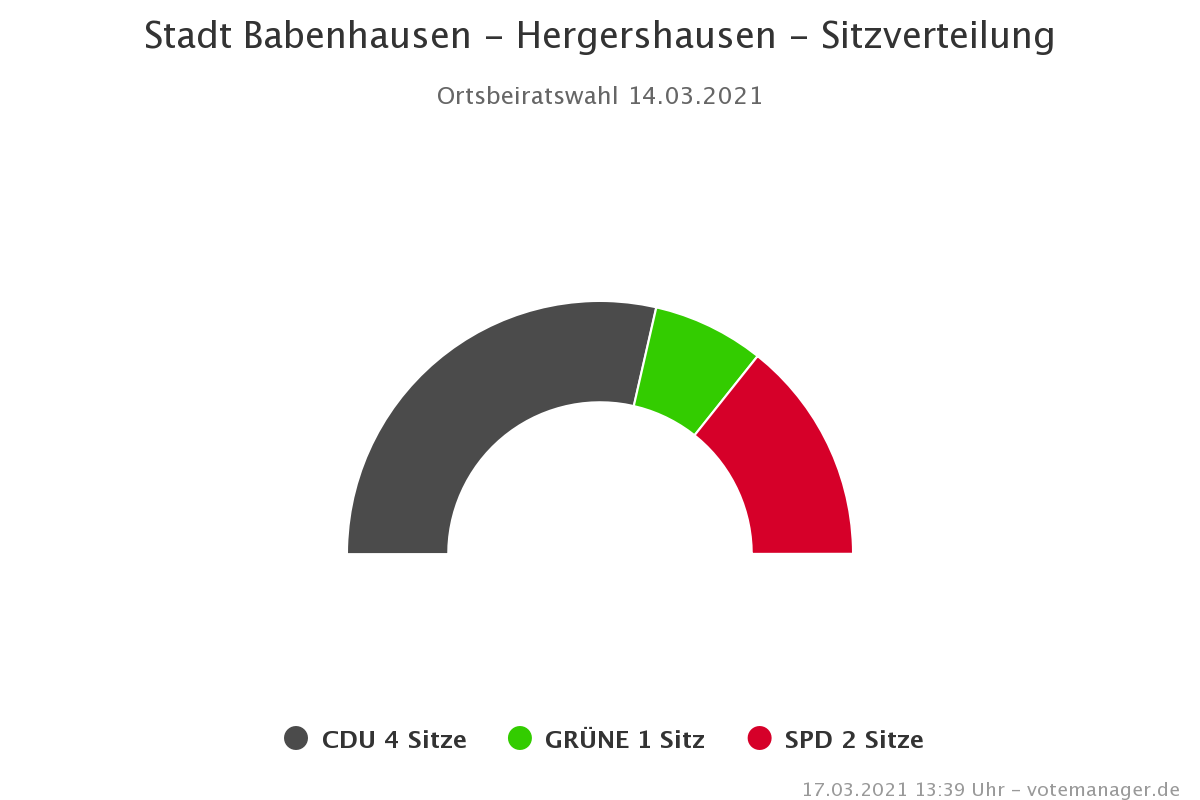
Sitzverteilung nach der Ortsbeiratswahl 14.03.2021 Hergershausen

Für Hergershausen besteht ein Ortsbezirk (Gebiete der ehemaligen Gemeinde Hergershausen) mit Ortsbeirat und Ortsvorsteher nach der Hessischen Gemeindeordnung. Der Ortsbeirat besteht aus sieben Mitgliedern. Bei den Kommunalwahlen in Hessen 2021 betrug die Wahlbeteiligung zum Ortsbeirat 58,62 %. Dabei wurden gewählt:  vier Mitglieder der CDU, zwei Mitglieder der SPD und ein Mitglied von Bündnis 90/Die Grünen. Der Ortsbeirat wählte Tanja Buia (CDU) als Ortsvorsteherin. Stellvertretende Ortsvorsteher sind Ingo Rohrwasser (CDU) und Corinna Liebald (SPD). Die weiteren Mitglieder sind Rolf Gründling (CDU), Anita Ullrich (CDU), Hans Solleder (SPD) und Sabine Walz (Bündnis 90/Die Grünen).

## Kultur und Sehenswürdigkeiten

### Regelmäßige Veranstaltungen
- Juni/Juli: Serenadenkonzert des Orchesters des TV Hergershausen in der Langfeldsmühle[35]
- August: Teichfest des Angelsportvereins Hergershausen[36]
- Oktober: siehe Hergershäuser Kerb[37]
- November/Dezember (1. Adventswochenende): Weihnachtsmarkt der Freiwilligen Feuerwehr auf dem Dalles[38]
- 1.–24. Dezember: Lebendiger Adventskalender
- Dezember: Lichterfest vom Herigar e. V.[39]
- Dezember (4. Adventssonntag): Weihnachtskonzert des Orchester des TV Hergershausen[40]

### Vereine
Hergershausen verfügt über ein reges Vereinsleben und gut ausgebaute Sportanlagen. Die folgenden Vereine sind in Hergershausen vertreten:
- Turnverein 1896 Hergershausen ((Kinder-)Turnen, musizieren im Orchester (und Instrumentalunterricht), Tennis, Nordic Walking, Tanzen, Rope Skipping, Volleyball, Step Aerobic, Pilates)[41]
- Sportverein Kickers 1913 Hergershausen (Fußball)[42]
- Angelsportverein 1960 Hergershausen[43]
- Herigar e. V. (Heimatverein)[44]
- Liederkranz 1891 e. V. Hergershausen (Chor)[45]
- Schützenverein 1957 Hergershausen (Schießsport)[46]
- Verein der Hundefreunde Hergershausen (Hundetraining und Ausbildung)[47]

### Natur und Schutzgebiete

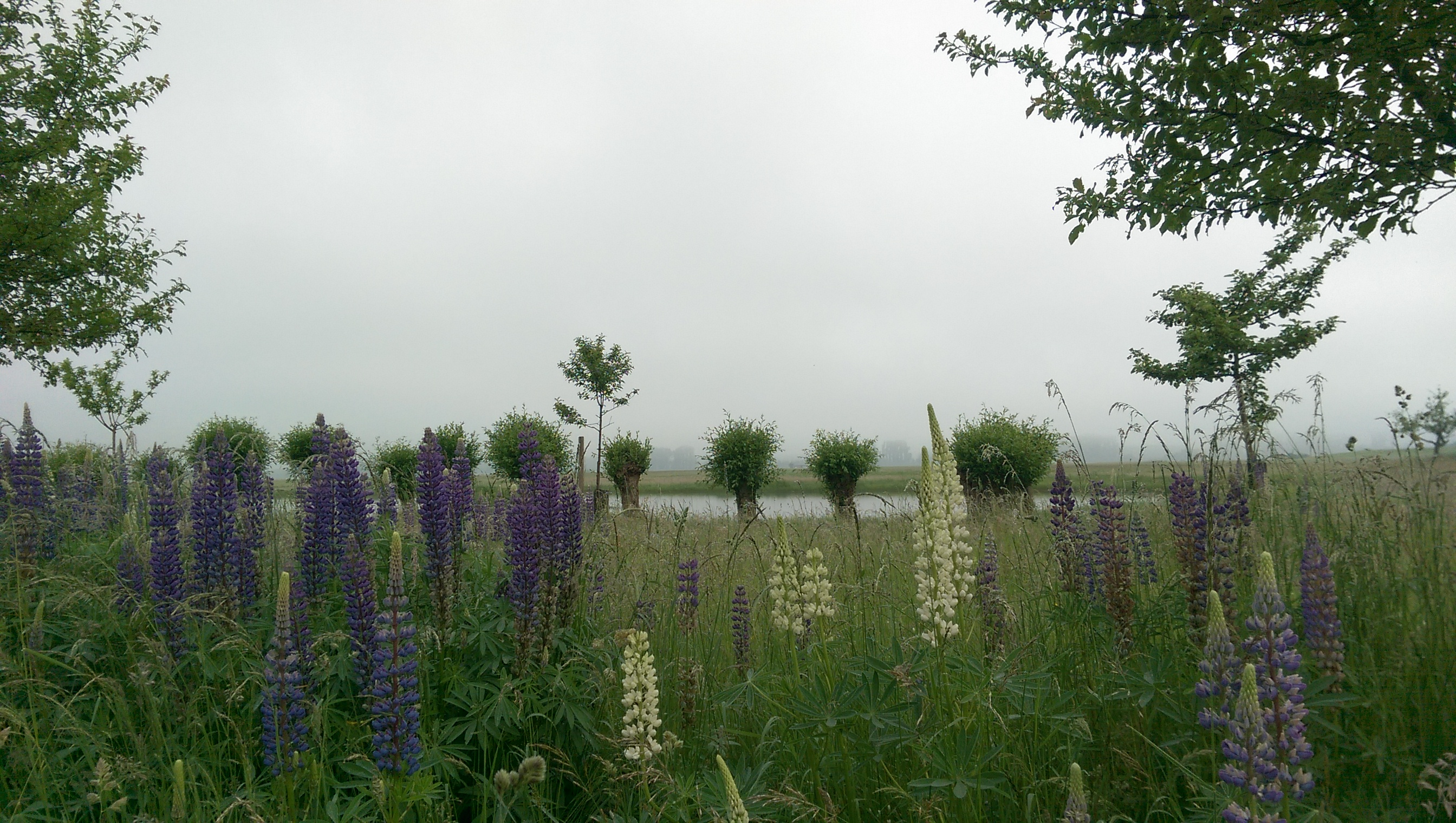
Im NSG Auf dem Sand entlang der Gersprenz

Hergershausen verfügt neben Münster, Altheim und Eppertshausen über einen Großteil des ca. 400 Hektar großen Auengebietes „Hergershäuser Wiesen“ am Unterlauf der Gersprenz. Durch die Renaturierung der Gersprenz, die Rückwandlung von Ackerland in Grünland, die Wiedervernässung von Teilflächen und durch das Anlegen von Tümpeln und Bodenmulden seit 1980, wurden unter anderem Feucht- und Niedermoorwiesen geschaffen, die jedes Jahr eine hohe Artenvielfalt in die Auenlandschaft der Hergershäuser Wiesen bringen. Für viele Vogelarten sind die Hergershäuser Wiesen so zu einem idealen Brut-, Rast- und Futterplatz geworden.
Hier befinden sich das seit 1984 existierende Naturschutzgebiet (NSG) „Die kleine Qualle von Hergershausen“ und das 1998 ausgewiesene NSG „Auf dem Sand zwischen Hergershausen und Altheim“. Nördlich von Hergershausen liegt das NSG „Brackenbruch bei Hergershausen“ mit Feuchtwiesen, Gewässern und naturnahen Waldbeständen. Diese drei Schutzgebiete sind eingebettet in die größeren Natura2000-Gebiete „Untere Gersprenz“ (FFH-Gebiet 6019-303) bzw. „Untere Gersprenzaue“ (EU-Vogelschutzgebiet 6119-401), Teilfläche Hergershausen.
Die Hergershäuser Wiesen bieten etwa 160 zum Teil hoch spezialisierte Pflanzenarten, rund 30 Libellenarten und 40 Schmetterlingsarten einen abwechslungsreichen Lebensraum. Hier rasten Kranich-, Gänse- und Kiebitzschwärme mit bis zu 1000 Tieren. Seltene Vögel wie Seidenreiher aus dem Süden, Brachvögel oder Odinshühnchen aus dem Norden nutzen die Feuchtwiesen als Rastplatz. Aus den umliegenden Wäldern sind Schwarz- und Rotmilan sowie der Baumfalke anzutreffen. Für seltene Tiere wie Bekassine, Zwergtaucher, Grauammer und Schwarzkehlchen sind die Wiesen Brutgebiet. Seit 2000 brütet nach 30 Jahren Abstinenz wieder der Weißstorch. Es konnten ebenfalls 5 Säbelschnäbler, 2 Schwarzhalstaucher, ein Kolkraben Brutpaar, sowie 11 Saatkrähen Brutpaare beobachtet werden. Besonders im Frühjahr sind Europäischer Laubfrosch und Kreuzkröte nicht zu überhören. Als seltene Falter können Schwalbenschwanz und verschiedene Ameisenbläulinge beobachtet werden. In den Wiesen wachsen wieder Schlangenknöterich, Primeln und der Knoblauch-Gamander. Und seit einigen Jahren ist im Bereich des NSG der Biber wieder in die Gersprenzaue eingewandert. Die Gegend selbst kann durch gut ausgebaute Wander- und Radwege sowie angelegte Aussichtsstufen erkundet werden.

### Ortsbild
Die evangelische Kirche prägt das Ortsbild. Über 20 Fachwerk- und Bauernhäuser im alten Teil Hergershausens stehen als Kulturdenkmäler nach dem Hessischen Denkmalschutzgesetz unter Denkmalschutz. Im Wettbewerb Unser Dorf hat Zukunft konnte der Ort 2005 eine Medaille erringen.

## Wirtschaft und Infrastruktur
Hergershausen hat einen Haltepunkt an der Rhein-Main-Bahn in deren Abschnitt zwischen Darmstadt Hauptbahnhof und Aschaffenburg Hauptbahnhof. Früher ein Bahnhof, wurde er zum 1. Mai 1899 nachträglich an der Strecke eingerichtet und 1900 nachträglich mit zwei Weichen- und Signalstellwerken ausgestattet.
Hergershausen ist außerdem mit seinen drei Haltestellen der Buslinie BA1 mit Babenhausen und den anderen babenhäuser Ortsteilen Sickenhofen, Harpertshausen und Langstadt, sowie mit Schaafheim verbunden. Nachts besteht eine Verbindung der Nachtbuslinie 671 von Darmstadt aus.
Die Bundesstraße 26 verläuft etwa 500 m vom Ort entfernt und ist über eine Kreisstraße angebunden.
Der Zweckverband Gruppenwasserwerk Dieburg hat seinen Sitz im Wasserwerk Hergershausen.

## Kurioses
„Geiles Nest“

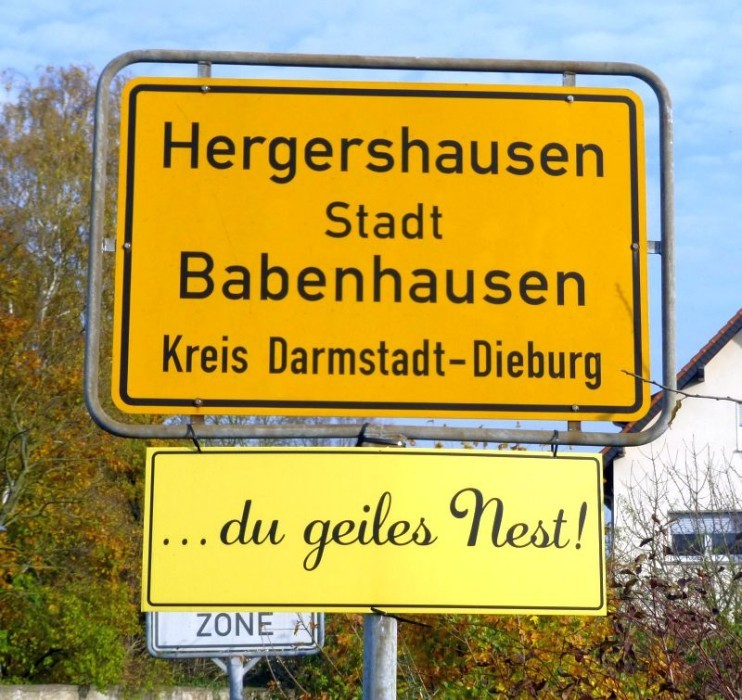
Hergershäuser Ortsschild mit dem Zusatz „...du geiles Nest“

Im Zuge eines neuen Kerbliedes auf der Hergershäuser Kerb 2017 nach einem Cover von Take Me Home, Country Roads, gesungen und geschrieben von dem hr3 Moderator Tobias Kämmerer und dem damaligen Kerbvater Ingo Breuckmann, dessen Chorus lautet:
"Des is die Kerb, unser Fest,
Hejeshause, du geiles Nest!
Wir werden niemals wieder gehn,
Hejeshause, du bist so schön!
nahmen sich diesen Text einige unbekannte Hergershäuser zum Anlass, das Ortsschild am Ortseingang von der B26 kommend mit dem Zusatz „...du geiles Nest!“ zu versehen. Diese Aktion wurde schon bald in Lokalzeitungen aufgegriffen und erfreute sich generell einer großen Beliebtheit unter den Hergershäusern. Anfang 2018 wurde der Zusatz „...du geiles Nest!“ vom Ordnungsamt der Stadt Babenhausen wieder entfernt. In den darauffolgenden Jahren stieg die Popularität unter den Hergershäusern weiter. So wurden z. B. an Kerb 2018 und 2019 Autoaufkleber, T-Shirts und Buttons mit der Aufschrift: „Hergershausen ...du geiles Nest!“ verkauft, die vor allem an Kerb von vielen Hergershäusern getragen werden. Seit der Kerb 2017 ist Hergershausen liebevoll auch in der Lokalpresse unter dem Namen „Geiles Nest“ bekannt.

## Persönlichkeiten
- Heinrich Klein (1932–1989), Politiker (SPD); 1970 (MdL), 1970–1976 Landrat des Landkreises Dieburg und 1976–1989 Mitglied des Deutschen Bundestages (MdB)